# Saison 19 d'American Dad!
Chronologie
Saison 18 Saison 20
La dix-neuvième saison d'American Dad! est diffusée pour la première fois aux États-Unis sur la chaîne TBS à partir du 24 janvier 2022. En France, la saison est disponible depuis le 21 décembre 2022 sur la plateforme de streaming Disney+. 

## Épisodes
| № | #  | Titre | Réalisation     | Scénario                     | Première diffusion | Code de prod. | Audience |
| --- | -- | --- | --------------- | ---------------------------- | ------------------ | ------------- | -------- |
| 323 | 1  | Langley Dollar Listings | Jennifer Graves | Nic Wegener                  | 24 janvier 2022    | GAJN01        | 0.52     |
| Francine devient agent immobilier. Le reste de la famille vend du café.                                                |    | |                 |                              |                    |               |          |
| 324 | 2  | Tenue décontractée Dressed Down | Tim Parsons     | Jeff Kauffmann               | 31 janvier 2022    | GAJN02        | 0.47     |
| Roger aide Stan dans ses choix de costume. Et Haley et Jeff élèvent des poulets.                                       |    | |                 |                              |                    |               |          |
| 325 | 3  | Le Livre de Fischer The Book of Fischer | Chris Bennett   | Parker Deay                  | 7 février 2022     | GAJN03        | 0.40     |
| Jeff écrit un journal pour améliorer sa mémoire. Stan et Steve vont chez le barbier.                                   |    | |                 |                              |                    |               |          |
| 326 | 4  | Une histoire de Roger A Roger Story | Josue Cervantes | Joe Chandler                 | 14 février 2022    | GAJN04        | 0.51     |
| Roger aide Steve et Snot dont les mères respectives sont en guerre.                                                    |    | |                 |                              |                    |               |          |
| 327 | 5  | La poudreuse de décharge Epic Power Dump | Shawn Murray    | Tim Saccardo                 | 21 février 2022    | GAJN05        | 0.61     |
| Stan emmène la famille au ski.                                                                                         |    | |                 |                              |                    |               |          |
| 328 | 6  | American Graffito American Dad Graffito | John O'Day      | Kevin Tyler                  | 28 février 2022    | GAJN06        | 0.51     |
| Stan veut sauver un restaurant dans les années 50.                                                                     |    | |                 |                              |                    |               |          |
| 329 | 7  | Au-delà de l'alcôve ou : Comment j'ai appris à ne plus m'inquiéter et à aimer Klaus Beyond the Alcove How I Learned to Stop Worrying and Love Klaus | Jansen Yee      | Joel Hurwitz                 | 7 mars 2022        | GAJN07        |          |
| Francine est jalouse de Klaus.                                                                                         |    | |                 |                              |                    |               |          |
| 330 | 8  | Une histoire de couteaux et de feux A Song of Knives and Fire                                                                                       | Joe Daniello    | Charles Suozzi               | 14 mars 2022       | GAJN08        |          |
| Stan et Francine veulent pimenter leur relation. Roger se lance dans l'environnement.                                  |    | |                 |                              |                    |               |          |
| 331 | 9  | Le curieux cas du vieil étang The Curious Case of the Old Hole                                                                                      | Chris Bennett   | Soren Bowie                  | 5 septembre 2022   | GAJN11        |          |
| Steve et Roger enquêtent dans un vieil étang boueux. Klaus veut booster la confiance du principal Lewis.               |    | |                 |                              |                    |               |          |
| 332 | 10 | L'île aux barjots Gold Top Nuts | Jennifer Graves | Brett Cawley & Robert Maitia | 12 septembre 2022  | GAJN09        |          |
| Stan, Steve, Francine et Haley atterrissent comme naufragés sur une île déserte et deviennent addicts à une publicité. |    | |                 |                              |                    |               |          |
| 333 | 11 | Les trois F The Three Fs | Shawn Murray    | Alisha Ketry                 | 19 septembre 2022  | GAJN13        |          |
| Francine se lie d'amitié avec une grenouille.                                                                          |    | |                 |                              |                    |               |          |
| 334 | 12 | Bécoté : une histoire d'amour Smooshed: A Love Story                                                                                                | John O'Day      | Nicole Shabtai               | 26 septembre 2022  | GAJN14        |          |
| Steve part en voyage de classe à Philadelphie.                                                                         |    | |                 |                              |                    |               |          |
| 335 | 13 | Vite et mal The Fast and the Spurious | Joe Daniello    | Curtis Cook                  | 3 octobre 2022     | GAJN16        |          |
| Klaus et Jeff deviennent amis. Roger doit se remettre en question.                                                     |    | |                 |                              |                    |               |          |
| 336 | 14 | Une équipe bien à lui A League of His Own | Josue Cervantes | Sam Brenner                  | 10 octobre 2022    | GAJN12        |          |
| Stan est le sujet de la rédaction de Steve.                                                                            |    | |                 |                              |                    |               |          |
| 337 | 15 | Vous êtes ici You Are Here | Tim Parsons     | Joe Chandler                 | 31 octobre 2022    | GAJN18        |          |
| Steve et Roger veulent sauver un centre commercial.                                                                    |    | |                 |                              |                    |               |          |
| 338 | 16 | Il paraît que tu veux acheter des haut-parleurs I Heard You Wanna Buy Some Speakers                                                                 | Jansen Yee      | Paul Stroud                  | 7 novembre 2022    | GAJN15        |          |
| Snot aide Barry à trouver des hauts parleurs. Stan cherche à effectuer un saut périlleux.                              |    | |                 |                              |                    |               |          |
| 339 | 17 | Hayley était une scoute ? Hayley Was a Girl Scout?                                                                                                  | Jennifer Graves | Yolanda Carney               | 14 novembre 2022   | GAJN17        |          |
| Stan doit accompagner Haley à son camp de girlscouts. Steve se réfugie dans son monde imaginaire.                      |    | |                 |                              |                    |               |          |
| 340 | 18 | S'il te plaît, Jeff Please Please Jeff | Chris Bennett   | Laura Beason                 | 21 novembre 2022   | GAJN19        |          |
| Jeff doit apprendre à s'affirmer. Stan se déguise pour la fête de la CIA.                                              |    | |                 |                              |                    |               |          |
| 341 | 19 | Le Jambalaya Jambalaya | Josue Cervantes | Nic Wegener                  | 28 novembre 2022   | GAJN20        |          |
| Roger aide Francine avec son jambalaya.                                                                                |    | |                 |                              |                    |               |          |
| 342 | 20 | Gernot & Strudel Gernot and Strudel | Shawn Murray    | Zack Rosenblatt              | 5 décembre 2022    | GAJN21        |          |
| Stan, Francine, Haley et Jeff aident Klaus à revivre une émission. Steve accompagne Roger à son récital de piano.      |    | |                 |                              |                    |               |          |
| 343 | 21 | L'écho Echoes | John O'Day      | Jeff Kauffmann               | 12 décembre 2022   | GAJN22        |          |
| Steve devient journaliste et Roger cherche la rédemption.                                                              |    | |                 |                              |                    |               |          |
| 344 | 22 | Le Grincheux The Grounch | Tim Parsons     | Zack Rosenblatt              | 19 décembre 2022   | GAJN10        |          |
| Roger rejoue une parodie du Grinch. Stan créé un magazine pour hommes.                                                 |    | |                 |                              |                    |               |          |